# مثل پدر مثل پسر (فیلم ۱۹۸۷)
مثل پدر مثل پسر (به انگلیسی: Like Father Like Son) فیلمی محصول سال ۱۹۸۷ و به کارگردانی رود دنیل است. در این فیلم بازیگرانی همچون دادلی مور، کرک کامرون، مارگارت کالین، کاترین هیکس، شان آستین، لری سلرز، دیوید وال و بانی بدیلیا ایفای نقش کرده‌اند.